# Anisota assimilis
Anisota assimilis är en fjärilsart som beskrevs av Druce 1886. Anisota assimilis ingår i släktet Anisota och familjen påfågelsspinnare. Inga underarter finns listade i Catalogue of Life.